# Fulgham Ridge
Fulgham Ridge ist ein schmaler und eisfreier Bergrücken in der antarktischen Ross Dependency. Er flankiert den Bowin-Gletscher im Königin-Maud-Gebirge an seiner Südostseite.
Das Advisory Committee on Antarctic Names benannte die Formation 1966 nach Bootsmannsmaat Donald Ray Fulgham (1940–2000), der an der Operation Deep Freeze des Jahres 1964 teilgenommen hatte.